# Steve Evans
Steven Evans dit Steve Evans (né le 26 février 1979 à Wrexham) est un footballeur international gallois évoluant au poste de défenseur.

## Biographie

### En club
Après plusieurs saisons à Wrexham, Steve Evans ne bénéficie plus de la confiance du nouvel entraîneur du club Dean Saunders et signe pour le club gallois des New Saints le 3 février 2009.

### Sélections internationales
Evans connaît sa première sélection en équipe du pays de Galles de football en 2006 avec le sélectionneur John Toshack à l'occasion du match pays de Galles-Liechtenstein (4-0) où il joue la totalité de la rencontre.
Il joue au total sept matchs sous le maillot rouge, Toshack voyant en lui un joueur résistant à l'adversité.

## Palmarès

### En club
The New Saints
- Championnat du pays de Galles
  - Vainqueur : 2012, 2013, 2016 et 2017.
- Coupe du pays de Galles
  - Vainqueur : 2012.
- Coupe de la Ligue
  - Vainqueur : 2009.

## Statistiques détaillées
| Saison                | Club                  | Championnat           | Championnat | Championnat | Coupe nationale | Coupe nationale | Coupe de la Ligue | Coupe de la Ligue | Compétition(s) continentale(s) | Compétition(s) continentale(s) | Compétition(s) continentale(s) | Pays de Galles | Pays de Galles | Total | Total |
| Saison                | Club                  | Division              | M.          | B.          | M.              | B.              | M.                | B.                | Comp.                          | M.                             | B.                             | M.             | B.             | M.    | B.    |
| 2006 - 2007           | Wrexham               | League Two            | 36          | 2           | 3               | 0               | 1                 | 0                 | -                              | -                              | -                              | 1              | 0              | 41    | 2     |
| 2007 - 2008           | Wrexham               | League Two            | 31          | 3           | -               | -               | 1                 | 0                 | -                              | -                              | -                              | 0              | 0              | 32    | 3     |
| 2008 - 2009           | Wrexham               | Conference National   | 14          | 2           | 1               | 0               | 0                 | 0                 | -                              | -                              | -                              | 0              | 0              | 15    | 2     |
| Sous-total            | Sous-total            | Sous-total            | 81          | 7           | 4               | 0               | 2                 | 0                 | -                              | 0                              | 0                              | 1              | 0              | 88    | 7     |
| 2008 - 2009           | New Saints            | Welsh Premier League  | 11          | 2           | 0               | 0               | 1                 | 0                 | C3                             | 0                              | 0                              | -              | -              | 12    | 2     |
| 2009 - 2010           | New Saints            | Welsh Premier League  | 31          | 3           | 3               | 1               | 1                 | 0                 | C1                             | 2                              | 2                              | -              | -              | 37    | 6     |
| 2010 - 2011           | New Saints            | Welsh Premier League  | 8           | 1           | 0               | 0               | 0                 | 0                 | C1+C3                          | 6                              | 0                              | 0              | 0              | 14    | 1     |
| 2011 - 2012           | New Saints            | Welsh Premier League  | 31          | 3           | 3               | 0               | 2                 | 0                 | C3                             | 4                              | 1                              | 0              | 0              | 40    | 4     |
| Sous-total            | Sous-total            | Sous-total            | 81          | 9           | 6               | 1               | 4                 | 0                 | -                              | 12                             | 3                              | 0              | 0              | 103   | 13    |
| Total sur la carrière | Total sur la carrière | Total sur la carrière | 162         | 16          | 10              | 1               | 6                 | 0                 | -                              | 12                             | 3                              | 1              | 0              | 191   | 20    |

Dernière mise à jour le 23 avril 2012